# تمجاض (سيدي بو عبد اللي)
تمجاض هي إحدى مشيخات المملكة المغربية، تتبع جغرافيا لإقليم تيزنيت وإداريًا لسيدي بو عبد اللي. يقدر عدد سكانها بـ 4227 نسمة حسب الإحصاء الرسمي للسكان والسكنى لسنة 2004.